# Les Quatre Filles du docteur March (film, 2018)
Pour les articles homonymes, voir Les Quatre Filles du docteur March (homonymie).
Pour plus de détails, voir Fiche technique et Distribution.
Les Quatre Filles du docteur March (anglais : Little Women) est un drame américain réalisé par Clare Niederpruem à partir d'un scénario de Clare Niederpruem et Kristi Shimek, sorti le 28 septembre 2018 aux États-Unis. Il s'agit de la septième adaptation au cinéma du roman éponyme de Louisa May Alcott paru en 1868. Ce récit est une transposition moderne de l'histoire d'origine et marque le 150e anniversaire de la publication du livre.

## Synopsis
Dans cette version contemporaine du  roman Les Quatre Filles du docteur March, on suit le quotidien de quatre jeunes filles, Meg, Jo, Beth et Amy pendant que leur père aumônier dans l'armée, est à l’étranger ,.

## Distribution
- Sarah Davenport : Jo March
- Aimee Lynne Johnson : Jo, jeune
- Allie Jennings : Beth March
- Reese Oliveira : Beth, jeune
- Melanie Pierre : Meg March
- Taylor Murphy : Amy March
- Elise Jones : Amy, jeune
- Lucas Grabeel : Laurie-Laurent
- Ian Bohen : Freddy Bhaer
- Lea Thompson : Marmee March
- Bart Johnson : Papa March
- Adam Johnson : Duc Senior
- Michael Flynn : Mr Laurence

## Production
En avril 2017, il a été annoncé que Lea Thompson et Lucas Grabeel avaient rejoint le casting du film. Maclain Nelson et Stephen Shimek sont producteurs de ce film, tandis que Chris Donahue et Marybeth Sprows produiront respectivement le film sous les labels Main Dog Productions et Paulist Productions. En juin 2017, Sarah Davenport et Ian Bohen ont rejoint le casting du film.

### Tournage
Le tournage a débuté en juin 2017, à Salt Lake City.

## Sortie
En juin 2018, il a été annoncé que Pinnacle Peak et Pure Flix Entertainment allaient distribuer le film. Il est sorti aux États-Unis le 28 septembre 2018.

## Réception

### Box-office
Aux États-unis et au Canada, Little Women est sorti au même moment que Smallfoot, Night School et Hell Fest, et a été projeté dans 643 cinémas lors de son week-end d'ouverture, engrangeant une recette comprise entre 3 et 5 millions de dollars. 747.000 dollars supplémentaires ont été engrangés par la suite, permettant au film de terminer 16e au box-office.
Le film a récolté 3,7 millions de dollars au box-office mondial pour un budget de 30 millions de dollars.

### Critiques
Sur le site Rotten tomatoes, le film est titulaire d'une cote d'approbation de 38%, basée sur 16 avis, avec une note moyenne de 4.7/10. Sur Metacritic, le film a une moyenne pondérée de 40/100 sur la base de 10 critiques.